# Porcellio
Porcellio är ett släkte av kräftdjur som beskrevs av Pierre André Latreille 1804. Porcellio ingår i familjen Porcellionidae.

## Dottertaxa tillPorcellio, i alfabetisk ordning[1][2]
- Porcellio achilleionensis
- Porcellio acutiserra
- Porcellio aghousi
- Porcellio albicornis
- Porcellio albinus
- Porcellio albolimbatus
- Porcellio alexandrinus
- Porcellio alluaudi
- Porcellio alpinus
- Porcellio anagae
- Porcellio ancararum
- Porcellio andreinii
- Porcellio andrius
- Porcellio angustulus
- Porcellio antiochius
- Porcellio apulicus
- Porcellio assamensis
- Porcellio ater
- Porcellio atlantidum
- Porcellio atticus
- Porcellio auritus
- Porcellio babilonus
- Porcellio baidensis
- Porcellio balearicus
- Porcellio banyulensis
- Porcellio barroisi
- Porcellio batesoni
- Porcellio beebei
- Porcellio blattarius
- Porcellio bolivari
- Porcellio bombosus
- Porcellio bovei
- Porcellio brevicaudatus
- Porcellio brevipennis
- Porcellio buchneri
- Porcellio buddelundi
- Porcellio burzenlandicus
- Porcellio cadenati
- Porcellio calderensis
- Porcellio calmani
- Porcellio canariensis
- Porcellio carinatus
- Porcellio carthaginensis
- Porcellio cataractae
- Porcellio cattarensis
- Porcellio cavernicolus
- Porcellio centralis
- Porcellio chevalieri
- Porcellio chuldahensis
- Porcellio ciliatus
- Porcellio cinerascens
- Porcellio colasi
- Porcellio collicolus
- Porcellio conchus
- Porcellio conspersus
- Porcellio creticus
- Porcellio cribrifer
- Porcellio cruentatus
- Porcellio curti
- Porcellio cytherus
- Porcellio dalensi
- Porcellio debueni
- Porcellio decorus
- Porcellio deganiensis
- Porcellio despaxi
- Porcellio dilatatus
- Porcellio diomedus
- Porcellio dispar
- Porcellio djahizi
- Porcellio djebeli
- Porcellio domesticus
- Porcellio dominici
- Porcellio duboscqui
- Porcellio echinatus
- Porcellio ehrenbergii
- Porcellio elongata
- Porcellio emarginatus
- Porcellio epirensis
- Porcellio eserensis
- Porcellio eucercus
- Porcellio evansi
- Porcellio eximius
- Porcellio expansus
- Porcellio explanatus
- Porcellio extinctus
- Porcellio ferrarae
- Porcellio ferroi
- Porcellio ferrugineus
- Porcellio festai
- Porcellio ficulneus
- Porcellio fiumanus
- Porcellio flavocinctus
- Porcellio flavomarginatus
- Porcellio fossuliger
- Porcellio galapagoensis
- Porcellio galleranii
- Porcellio gallicus
- Porcellio gauthieri
- Porcellio germanicus
- Porcellio gestroi
- Porcellio gigliotosi
- Porcellio giustii
- Porcellio graecorum
- Porcellio graevei
- Porcellio granarus
- Porcellio grandeus
- Porcellio grandorii
- Porcellio graniger
- Porcellio granuliferus
- Porcellio griseus
- Porcellio gruneri
- Porcellio haasi
- Porcellio hatayensis
- Porcellio herculis
- Porcellio herminiensis
- Porcellio herzegowinensis
- Porcellio hirtipes
- Porcellio hispanus
- Porcellio hoffmannseggii
- Porcellio humberti
- Porcellio hyblaeus
- Porcellio hypselos
- Porcellio imbutus
- Porcellio incanus
- Porcellio inconspicuus
- Porcellio ingenuus
- Porcellio insignis
- Porcellio intercalarius
- Porcellio intermedius
- Porcellio interpolator
- Porcellio jaicensis
- Porcellio jehoensis
- Porcellio klaptoczi
- Porcellio klugii
- Porcellio krivosijensis
- Porcellio kuhnelti
- Porcellio laevis
- Porcellio laevissimus
- Porcellio lamellatus
- Porcellio lapidicicolus
- Porcellio laticauda
- Porcellio latus
- Porcellio lepineyi
- Porcellio letourneuxi
- Porcellio liliputanus
- Porcellio limbatus
- Porcellio linsenmairi
- Porcellio longicauda
- Porcellio longicornis
- Porcellio longiflagellata
- Porcellio longipennis
- Porcellio lugubris
- Porcellio lugubrisvizzavonensis
- Porcellio lusitanus
- Porcellio maculatus
- Porcellio maculipennis
- Porcellio maculipes
- Porcellio magnificus
- Porcellio mahadidi
- Porcellio marginalis
- Porcellio marginenotatus
- Porcellio marioni
- Porcellio mateui
- Porcellio medinae
- Porcellio meridionalis
- Porcellio messenicus
- Porcellio mildei
- Porcellio minuta
- Porcellio moebiusii
- Porcellio monardi
- Porcellio montanus
- Porcellio monticola
- Porcellio napolitanus
- Porcellio narentanus
- Porcellio nasutus
- Porcellio nicklesi
- Porcellio nigricans
- Porcellio nigrogranulatus
- Porcellio normani
- Porcellio novus
- Porcellio obsoletus
- Porcellio obtrusifrons
- Porcellio obtusiserra
- Porcellio ocellatus
- Porcellio olivieri
- Porcellio ombrionis
- Porcellio omodeoi
- Porcellio orarum
- Porcellio ornatus
- Porcellio ovalis
- Porcellio ovespertilio
- Porcellio palaestinus
- Porcellio pallasii
- Porcellio palmae
- Porcellio parenzani
- Porcellio parietinus
- Porcellio pauper
- Porcellio pelseneeri
- Porcellio peninsulae
- Porcellio perplexus
- Porcellio peyerimhoffi
- Porcellio piceus
- Porcellio pictus
- Porcellio pityensis
- Porcellio platysoma
- Porcellio praeustus
- Porcellio provincialis
- Porcellio pruinosus
- Porcellio pseudocilicius
- Porcellio pubescens
- Porcellio pujetanus
- Porcellio pulverulentus
- Porcellio pumicatus
- Porcellio punctatus
- Porcellio purpureus
- Porcellio pusillus
- Porcellio pyrenaeus
- Porcellio quercuum
- Porcellio ragusae
- Porcellio rechingeri
- Porcellio recurvatus
- Porcellio resacae
- Porcellio ribauti
- Porcellio riffensis
- Porcellio rodiensis
- Porcellio romanorum
- Porcellio rubidus
- Porcellio rucneri
- Porcellio rufobrunneus
- Porcellio saharaiensis
- Porcellio saltuum
- Porcellio sardiniae
- Porcellio scaber
- Porcellio scabriusculus
- Porcellio scitus
- Porcellio septentrionalis
- Porcellio siculoccidentalis
- Porcellio sikinius
- Porcellio silvestri
- Porcellio simulator
- Porcellio sordidus
- Porcellio spatulata
- Porcellio spatulatus
- Porcellio spinicornis
- Porcellio spinifrons
- Porcellio spinipennis
- Porcellio spinipes
- Porcellio strandi
- Porcellio strinatii
- Porcellio studienstiftius
- Porcellio succinctus
- Porcellio syriacus
- Porcellio taygetinus
- Porcellio tentaculatus
- Porcellio teodori
- Porcellio tiberianus
- Porcellio tigrinus
- Porcellio tirolensis
- Porcellio tortonesi
- Porcellio toyamaensis
- Porcellio transmutatus
- Porcellio triaculeatus
- Porcellio triangulifer
- Porcellio tripolitanus
- Porcellio truncatus
- Porcellio turolensis
- Porcellio uljanini
- Porcellio wagneri
- Porcellio vandeli
- Porcellio variabilis
- Porcellio werneri
- Porcellio vesiculosus
- Porcellio vestitus
- Porcellio villiersi
- Porcellio violaceus
- Porcellio vulcanius
- Porcellio xavieri
- Porcellio yemenensis
- Porcellio zarcoi
- Porcellio zealandicus